# モスティン男爵
モスティン男爵（英語: Baron Mostyn）はイギリスの男爵、貴族、連合王国貴族爵位。庶民院議員エドワード・ロイドが1831年に叙位されたことに始まり、以降はロイド＝モスティン家がその爵位を保持する。
本項ではその前身となったロイド準男爵に関しても触れる。　

## 歴史

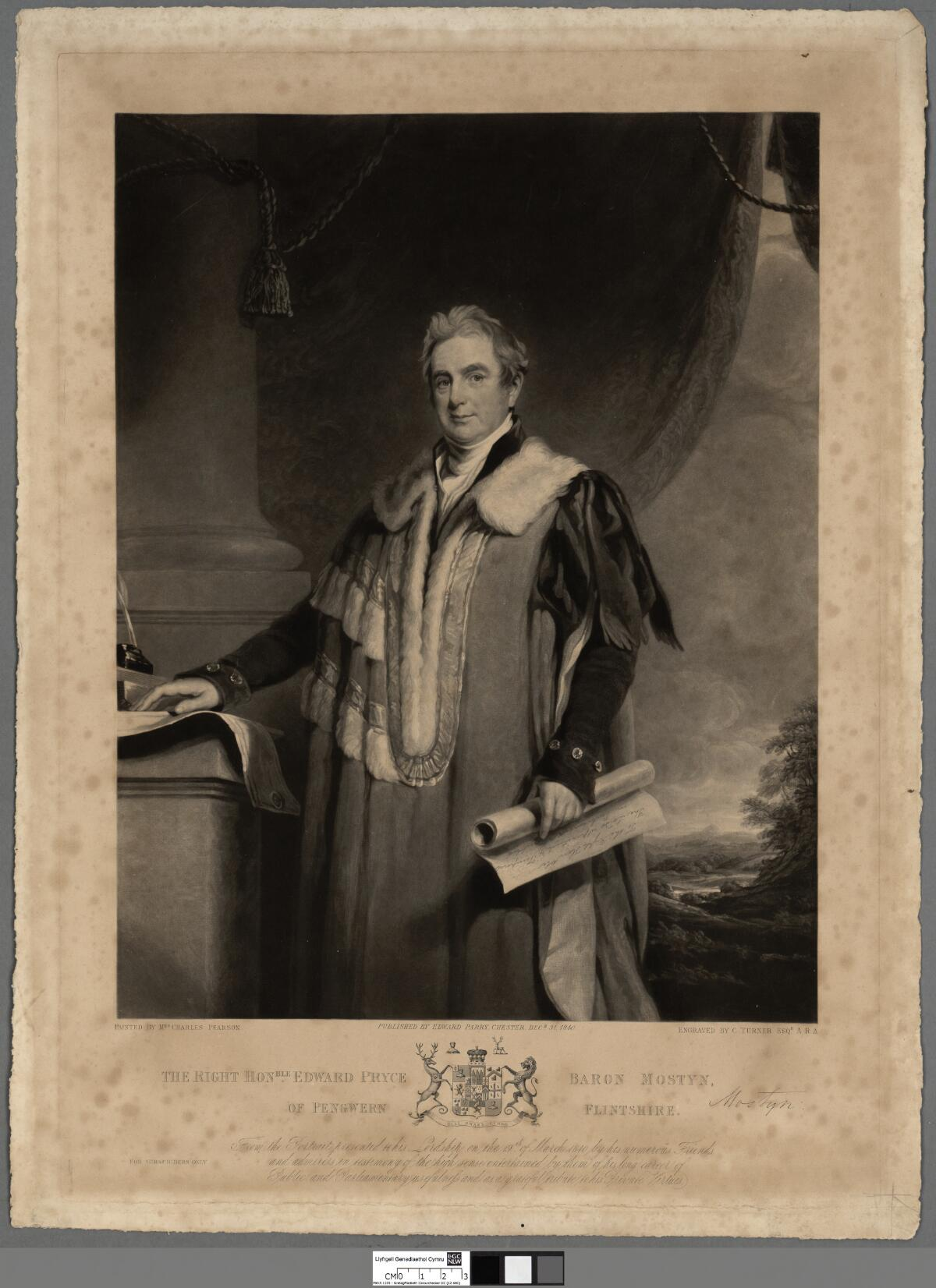
初代男爵を描いた肖像画

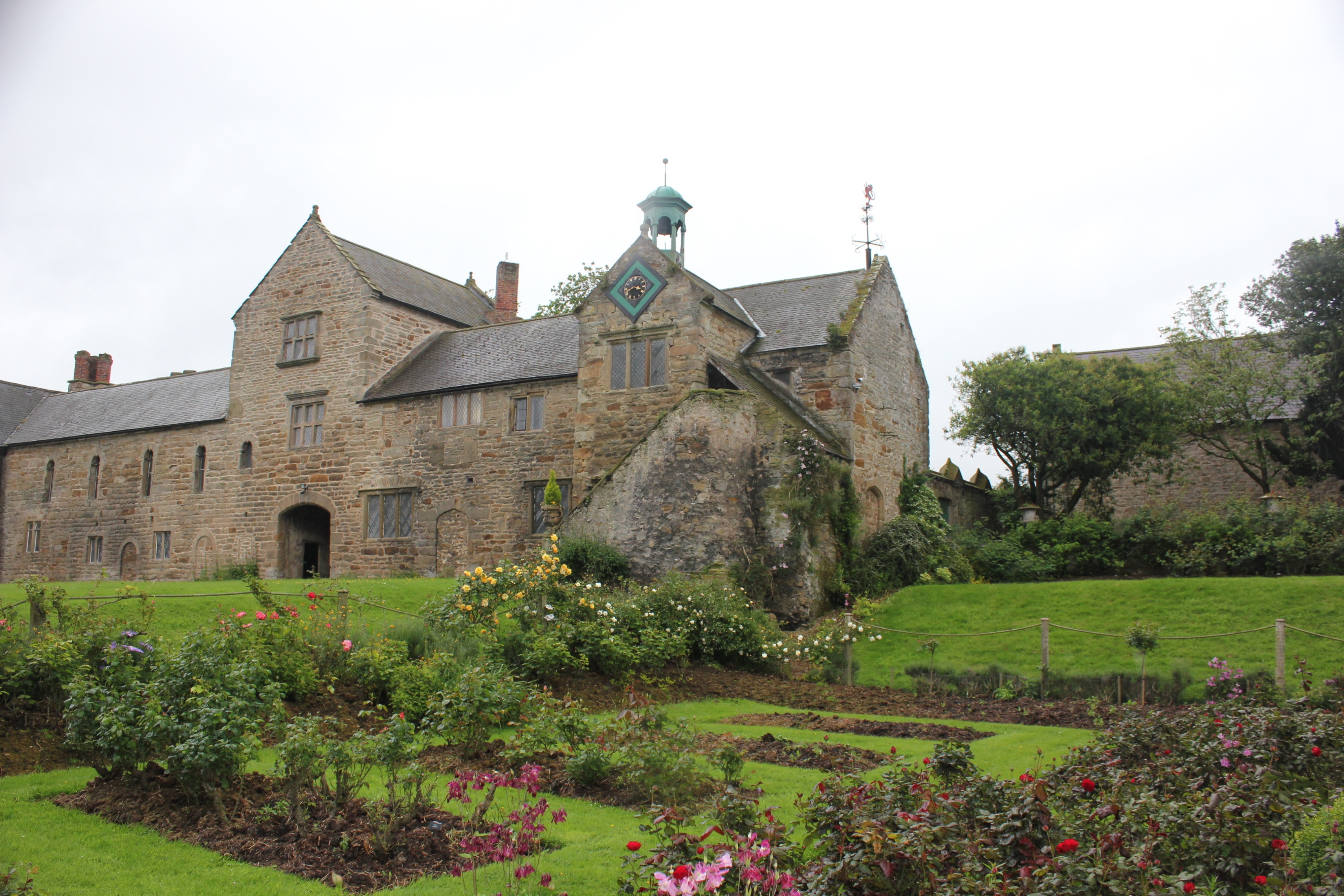
男爵家の所有するモスティン・ホールとその庭

エドワード・プライス・ロイド(1710頃-1795)はロイド家出身者のうち最初に称号を得た人物で、彼は1778年にグレートブリテン準男爵位の「(フリント州ペングウェラの)準男爵(Baronet, of Pengwerra in the County of Flint)」を授けられた。この準男爵位には残余権が付与されており、エドワードの弟とその男子にも相続を認めていた。ゆえに、彼ののちは存命の甥エドワードが準男爵位を継承した。
その2代準男爵エドワード(1768-1854)が男爵家の祖となった人物であり、フリント・バラズ選挙区及びボーマリス選挙区選出の庶民院議員を務めた政治家である。彼は1795年に義父サー・ロジャー・モスティンからウェールズの地所を相続したほか、1831年9月10日には連合王国貴族として「フリント州モスティンのモスティン男爵(Baron Mostyn, of Mostyn in the County of Flint)」に叙せられた。
その息子の2代男爵エドワード(1795-1884)もフリントシャー選挙区及びリッチフィールド選挙区選出の庶民院議員を務めたほか、メリオネスシャー統監も務めた。彼は父が叙爵された1831年に勅許を得て、母方の名家「モスティン(Mostyn)」の名をその姓に加えた。エドワードの子トマスは父の跡を継いでフリントシャー選出の庶民院議員を務めたが、爵位を継ぐ前に31歳で急逝した。そのため、爵位はエドワードの孫ルワレンが継承した。以降も直系男子による継承が続いており、ルワレンの玄孫である7代男爵グレゴリーが男爵家現当主である。
7代男爵グレゴリー(1984-)は、2011年3月22日に父の死去に伴って爵位を継承した。モスティン男爵家は、自ら開発したウェールズ北部のリゾート地スランディドゥノをはじめ、モスティン・エステーツ (Mostyn Estates) として多くの地所を抱えており、現当主は若手イギリス人の長者番付に度々名前が挙がっている。ハリー杉山は現当主のかつての同級生である。
モスティン男爵家の邸宅はフリントシャーモスティンのモスティン・ホール。モスティン・ホールには、リチャード3世に追われていたヘンリー7世が逃げ込み、先祖が匿ったとの伝承がある。

## 一覧

### ペングウェラのロイド準男爵（1778年）
- 初代準男爵サー・エドワード・プライス・ロイド（1710年頃 - 1795年）
- 第2代準男爵サー・エドワード・ロイド（英語版）（1768年 - 1854年）
  - 1831年に「モスティン男爵」を叙爵され、初代モスティン男爵となる。

### モスティン男爵（1831年）
- 初代モスティン男爵エドワード・プライス・ロイド（英語版）（1768年 - 1854年）
- 第2代モスティン男爵エドワード・モスティン・ロイド＝モスティン（英語版）（1795年 - 1884年）
  - トーマス・エドワード・ロイド＝モスティン閣下（英語版）（1830年 - 1861年）※推定相続人のまま死去、爵位は息子へ
- 第3代モスティン男爵ルワレン・ネヴィル・ヴォーン・ロイド＝モスティン（1856年 - 1929年）
- 第4代モスティン男爵エドワード・ルワレン・ロジャー・ロイド＝モスティン（1885年 - 1965年）
- 第5代モスティン男爵ロジャー・エドワード・ロイド・ロイド＝モスティン（1920年 - 2000年）
- 第6代モスティン男爵ルワレン・ロジャー・ロイド・ロイド＝モスティン（1948年 - 2011年）
- 第7代モスティン男爵グレゴリー・フィリップ・ロジャー・モスティン（1984年 - ）

爵位の推定相続人は、7代男爵のみいとこの孫であるロジャー・ヒュー・ロイド＝モスティン（1941年 - ）で、2代男爵から数えて7代目にあたる。
その次代は長男クリストファー・エドワード・ロイド＝モスティン（1968年 - ）、更に次代はアレクサンダー・ジェイムズ・ロイド＝モスティン（2000年 - ）。